# Тарханы (Чувашия)
Тарха́ны (чув. Турхан) — село в Батыревском районе Чувашской Республики, административный центр Тарханского сельского поселения.

## География
Расстояние до Чебоксар 157 км, до районного центра — села Батырево — 21 км, до железнодорожной станции 73 км.

## История
Село основано в 1-й половине XVII века переселенцами из селений Сундырь (чувашское селение, находившееся в XVII веке на месте города Мариинский Посад), Сотниково Сундырской волости Кокшайского уезда (ныне Мариинско-Посадского района): 

…селения Атыково, Турмышево, Тюнсюрево (Сундырь) и Тарханы (Сундырь), расположенные на территории современного Батыревского района, до середины XVII в. состояли в Кокшайском уезде. Источник указывает, что д. Сундырь (т. е. Тюнсюрево, Тарханы и др.) в 60-х гг. XVII в. из «Кокшайского уезда переписалася по Синбирску», т. е. вошла в состав Симбирского уезда. В дальнейшем дд. Атыково, Турмышево, Тюнсюрево, Тарханы действительно числятся в Симбирском уезде.— Чувашия в эпоху феодализма
Ранее населённый пункт находился в составе Буинского уезда Симбирской губернии.
В деревне родился художник Кокель Алексей. В селе Тарханы в начале 1980-х были открыт небольшой музей и детская художественная школа. Ныне действует музей-усадьба, где хранится часть архива и подлинные вещи художника, полученные в дар от вдовы Алексея Кокеля. В год 125-летия со дня рождения А. А. Кокеля была открыта мемориальная доска. Его именем названа улица в селе.
Начиная с 2007 года ежегодно в селе Тарханы проводится международный Кокелевский пленэр (его инициатором и координатором является В. А. Васильев, профессор ЧГУ им. И. Н. Ульянова), при активном содействии местной администрации, Союза художников Чувашии, Харьковской организации Национального Союза художников Украины, Чувашского государственного художественного музея.
В 2012 г. проект «Международная творческо-экспериментальная мастерская „Тарханы-Чугуев — территория искусства и дружбы: Традиции и современность“» (российско-украинский международный пленэр в с. Тарханы Батыревского района Чувашской Республики) получил финансовую поддержку в рамках федеральной целевой программы «Культура России (2012—2018 годы)».
18 октября 2020 в селе открыли бюст Алексея Кокеля.

## Население
| 2010 | 2012 |
| ---- | ---- |
| 1037 | ↘824 |

## Памятники и памятные места
- Памятник односельчанам, павшим в Великой Отечественной войне 1941—1945 года (улица Кокеля)[6].

## Уроженцы
- Куприянова, Пелагея Ивановна (1918, Тарханы, Буинский уезд — 1993, Тарханы, Батыревский район) — советский хозяйственный, государственный и политический деятель. Депутат Верховного Совета СССР 3-го созыва.
- Герман (Кокель).